# Neptis adara
Neptis adara är en fjärilsart som beskrevs av Moore 1878. Neptis adara ingår i släktet Neptis och familjen praktfjärilar. Inga underarter finns listade i Catalogue of Life.